# Able Seaman
Able Seaman oder Able-bodied Seaman (engl. able seaman = befähigter Matrose, Abkürzung: AB) ist ein militärischer Dienstgrad in vielen englischsprachigen Marinestreitkräften.

## Geschichte

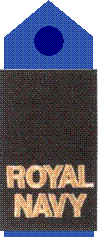
Rangabzeichen Able Seaman der Royal Navy

Im Jahre 1653 führte die Royal Navy nach der Niederlage in der Seeschlacht bei Dungeness einige Reformen ein. Ein Punkt war die bessere Bezahlung von erfahreneren Matrosen. Man unterschied zwischen einem Ordinary Seaman (einfachen Matrosen) und Able Seaman. Der höher eingestufte Able Seaman konnte das Schiff steuern, mit dem Lot umgehen und auf dem Schiffsmast arbeiten. Er erhielt etwa 25 % mehr Lohn als der Ordinary Seaman.
Mitte des 18. Jahrhunderts musste ein Able Seaman mindestens zwei Jahre Erfahrung an Bord eines Schiffes erlangt haben. In Kriegszeiten wie etwa dem Siebenjährigen Krieg in Nordamerika oder den Koalitionskriegen mit einer großen Anzahl an Schiffen rangen die Royal Navy, die Handelsmarine und die Korsaren um die erfahrenen Matrosen. Die Royal Navy zwang die Konkurrenz dazu, ihr die erfahrenen Matrosen zu überlassen, damit die Kriegsschiffe ausreichend besetzt waren. In Friedenszeiten gab es im Gegensatz dazu zahlreiche arbeitslose erfahrene Matrosen. Während der Koalitionskriege griff die Royal Navy amerikanische Schiffe auf und zwang die Matrosen, auf ihren Schiffen zu dienen. Dies war ein Hauptgrund für den Britisch-Amerikanischen Krieg im Jahre 1812.

## Royal Navy
Bis 1999 war der Dienstgrad Able Seaman der drittniedrigste Dienstgrad der Royal Navy. Am 1. April 1999 wurden die Dienstgrade Able Seaman und Ordinary Seaman zusammengeführt. Der bisherige Dienstgrad Able Seaman wird jetzt als Able Seaman, 1. Klasse (AB1) und Ordinary Seaman als Able Seaman, 2. Klasse (AB2) bezeichnet.

### Berühmte Able Seamen
- Simon, die Schiffskatze auf der HMS Amethyst
- Just Nuisance, eine Deutsche Dogge auf der HMS Afrikander
- Alistair MacLean, ein schottischer Autor

Rangabzeichen Able Seaman der Royal Canadian Navy

- Sean Connery, Schauspieler[2]

## Royal Canadian Navy
In der Royal Canadian Navy ist Able Seaman (AB) der zweitniedrigste Dienstgrad zwischen Ordinary Seaman und Leading Seaman. Ein Able Seaman trägt als Abzeichen einen nach unten zeigenden goldenen Winkel. Nach 30 Monaten Dienstzeit, nachdem die Grundausbildung abgeschlossen wurde, wird dieser Dienstgrad verliehen. Im Jahr 2020 wurde der Dienstgrad genderneutral in „Sailor 2rd Class“ umbenannt. Die französische Bezeichnung für den Dienstgrad in der Royal Canadian Navy ist „matelot de 2e classe“.

## Royal Australian Navy
Auch in der Royal Australian Navy ist Able Seaman (AB) der zweitniedrigste Dienstgrad zwischen Seaman und Leading Seaman.

## Irischer Naval Service
Im Irischen Naval Service ist Able Seaman (AB) der drittniedrigste Dienstgrad zwischen Ordinary Seaman und Leading Seaman. Die irische Bezeichnung für den Dienstgrad des Naval Service ist Mairnéalach Inniúil (MI).

## Sri Lanka Navy
Auch in der Sri Lanka Navy ist Able Seaman (AB) der drittniedrigste Dienstgrad zwischen Ordinary Seaman und Leading Seaman.

## Jamaica Defence Force
In der Jamaica Defence Force Coast Guard ist Able Seaman (AB) der zweitniedrigste Dienstgrad zwischen Ordinary Seaman und Leading Seaman.